# Pietro Coppo

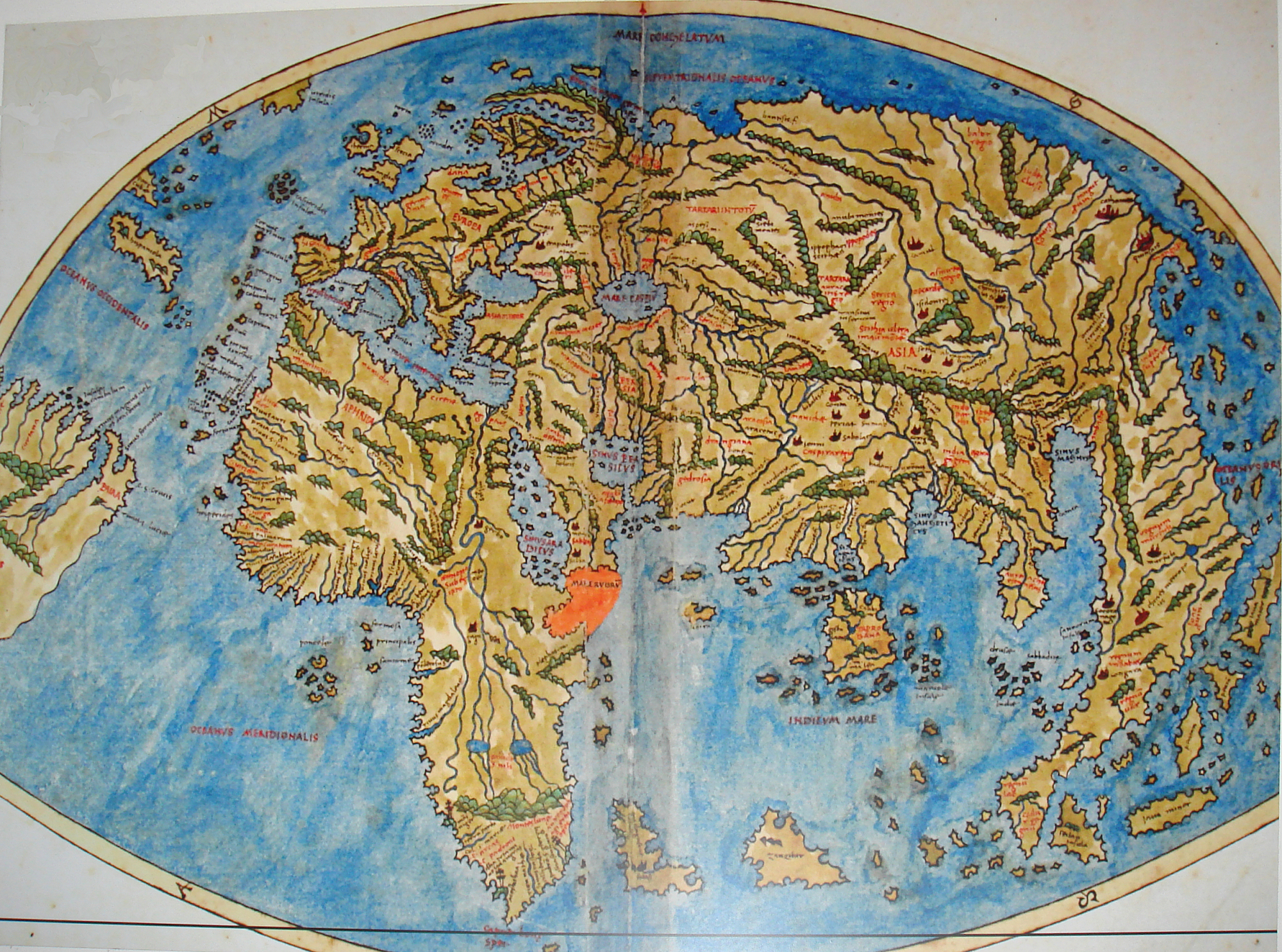
Piero Coppos Weltkarte (1520)

Pietro Coppo, eigentlich Piero (* 1469/1470 in Venedig; † 1555 oder 1556 in Capodistria), war ein venezianischer Kartograph.

## Leben

### Herkunft
Piero Coppo wurde zwischen Mitte 1469 und Mitte 1470 in Venedig geboren, wie aus seinem Testament vom 7. Juli 1550 hervorgeht. Zugleich lässt sich darin sein Alter erschließen, denn er gibt an, er sei 80 Jahre alt.
Seine Familie, sie stammte aus Caorle, gehörte zu den ältesten des Patriziats, war jedoch nur von geringem Vermögen und infolgedessen auch ohne den ihrem Alter angemessenem Einfluss. Sie stellte dennoch mehrere Podestà und Kastellane. Sein Vater ist wahrscheinlich mit Marco Coppo zu identifizieren, der 1471 bis 1472 Kastellan von Moccò im Friaul war.

### Lehre bei Sabellico, Reisen um das Mittelmeer, Rom, Neapel (1493–1495), Kreta (1495–1501)
Piero Coppo lernte in Venedig, wo er drei Jahre lang von dem Humanisten Marcantonio Sabellico unterrichtet wurde. Nach Abschluss seiner Studien unternahm er Reisen, besuchte Italien und segelte fast um das gesamte Mittelmeer. Von ihm erfahren wir, dass er sich in Rom aufhielt, wo er freundschaftliche Bekanntschaft mit dem Humanisten Julius Pomponius Laetus machte, Sabellicos Lehrer. Dann war er im Gefolge von Pietro Trevisan, dem Legaten der Republik Venedig in der Lombardei, danach von 1493 bis 1495 anderthalb Jahre lang in Neapel. Sechs Jahre lang wohnte er mit seinem Vater im Haus seines Onkels väterlicherseits Nicolò in Candia, der Hauptstadt des zu dieser Zeit venezianischen Kreta. Dieser Onkel hatte 1501 das Amt des Provveditore auf der Insel inne.

### Cancelliere, Übersiedlung nach Isola auf Istrien (vor 1499), dortige Ämterlaufbahn
Nach seiner Rückkehr nach Venedig übernahm Pietro Coppo das Amt eines Kanzlers bei verschiedenen Podestà. Möglicherweise arbeitete er in dieser Position, als er sich auf Istrien in der Stadt Isola ansiedelte, die seine Wahlheimat werden sollte. Seit wann er dort lebte, ist nicht bekannt, doch am 1. Juni 1499 heiratete er in Isola die betuchte Colotta, Tochter des Ser Cado di Ugo, dessen Familie 1459 durch Intervention des Dogen Pasquale Malipiero in den Rat von Isola aufgenommen worden war. Nun arbeitete er als Notar und bekleidete auch andere Ämter.
Ende 1505 wurde er als Orator nach Venedig gesandt, um die Bestätigung der Privilegien für Isola zu erreichen. Nach diesem Erfolg veranlasste der Rat von Isola, ihm am 1. Februar 1506 das Bürgerrecht zu verleihen. Dadurch, dass er gleichzeitig Aufnahme im Großen Rat fand, konnte er seine Ämterlaufbahn aufnehmen, wie sie für die Ratsangehörigen üblich war. So wurde er 1511 Kanzler, dann mindestens in den Jahren 1514, 1531–1532, 1534–1535, 1538–1541, 1546–1553 Vizekanzler. Ob er dieses Amt auch schon vor 1514 und zwischen 1514 und 1530 ausfüllte, ist unklar. Im Dezember 1533 wurde er iudex, Richter. 1536 erhielt er gemeinsam mit Nicolò Manzuoli den Auftrag, die Arbeiten zur Entschlammung des Hafens und zur Instandsetzung der Kais zu leiten. Im August 1537 übernahm er vorübergehend das Amt des cancelliere pretorio; 1546 wurde er zusammen mit Domenico Carlin erneut nach Venedig geschickt, um die Bestätigung der Privilegien und neue Konzessionen für die Stadt zu erlangen.

### Hauptwerke
Neben all den Verpflichtungen arbeitete er weiterhin an seinem Hauptwerk, nämlich De toto orbe, das vor Oktober 1520 fertiggestellt wurde, da ihm Palladio Fosco († 17. oder 18. Oktober 1520) noch ein Epigramm gewidmet hatte, der um diese Zeit starb. Jedoch wurde das Werk nie publiziert. Die beste Handschrift scheint die Bolognese A. 117 (già 16. b. I. 1.) der Biblioteca comunale dell’Archiginnasio, bestehend aus 22 Tafeln, zu sein. Die Handschrift Lat. 9663 der Bibliothèque nationale zu Paris enthält nur wenige Blätter. Eine vielleicht von ihm selbst erstellte Kopie sollte wohl neben den Werken Sabellicos im Kloster S. Maria delle Grazie auf der gleichnamigen Insel in der Lagune von Venedig aufbewahrt werden.

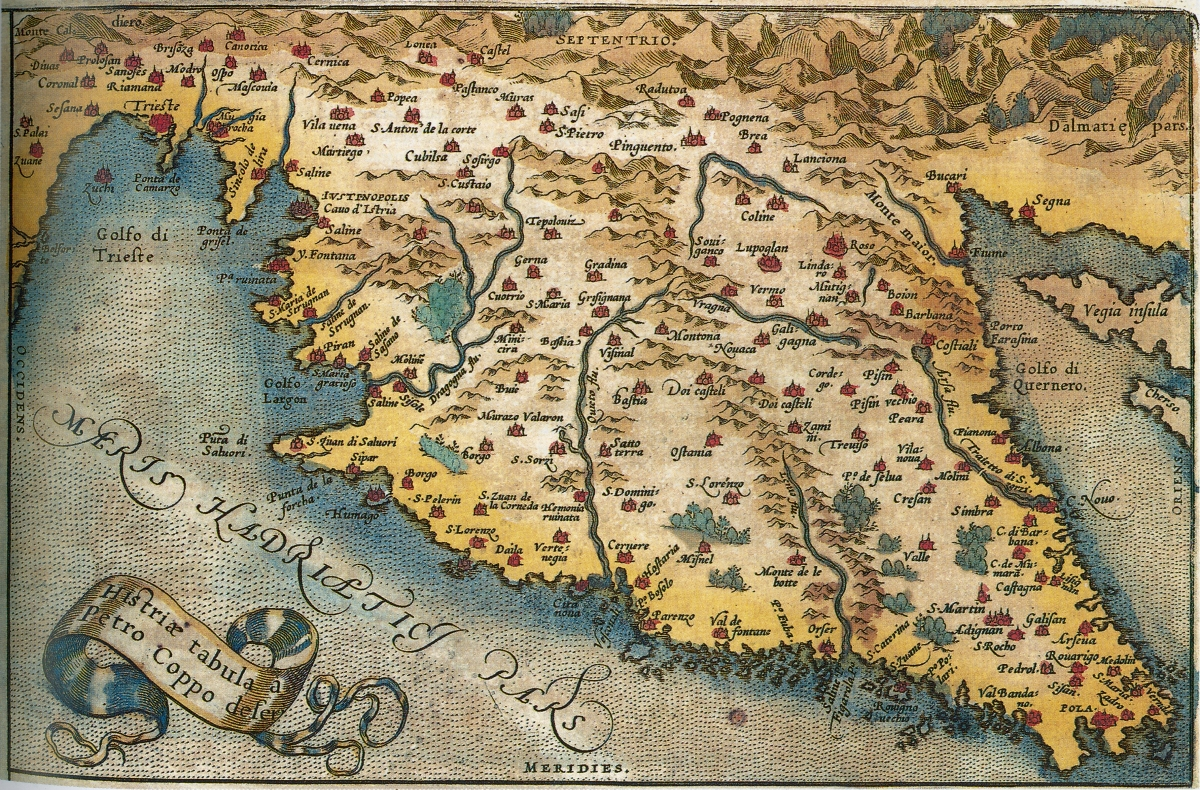
Karte Istriens

Das Werk wurde um 1522 bis 1526 in einer ebenfalls unveröffentlichten Summa totius orbis zusammengefasst, deren schönstes Manuskript in der Stadtbibliothek von Piran aufbewahrt wird. Darin finden sich 15 xylographische Karten – möglicherweise fehlen Karten, wie sie die Bologneser Handschrift aufweist, oder sie wurden zusammengefasst. Erkennbar sind kartographische Fortschritte, wie etwa deutlich mehr verzeichnete Siedlungen. Besonderes Augenmerk galt dabei Venetien, Istrien (s. Karte), Candia, aber auch Zypern. Die Summa ist auch in Venedig erhalten (Biblioteca Nazionale Marciana, Mss. Lat., Kl. X, 146 (=3391)) und in der genannten Pariser Handschrift.
1528 ließ Coppo einen Portolan – ein Exemplar befindet sich in der Marciana – mit einer Planisphäre und acht kleinen Karten drucken. Darin erscheint auch Amerika.
Gegen 1530 schuf Coppo auf Drängen seines Freundes Giuseppe Faustino, der ein Mitschüler bei Sabellico gewesen war, das Werk Del sito de Listria, das 1540 in Venedig bei Francesco Bindoni und Maffeo Pasini gedruckt wurde. Es ist neben der besagten Karte von Istrien Coppos einziges Werk, das mehrfach nachgedruckt wurde. Schon weit in den 60ern unternahm er noch eine Reise entlang der Küste Istriens.

### Tod und Testament
Coppo starb zwischen dem 1. Dezember 1555 und dem 29. Januar 1556. Seinen fünf Söhnen hinterließ er ein reiches Erbe. Der mehrfach als iudex erscheinende Marco starb bereits 1570. Giovanni, der als Notar arbeitete, der aber auch als iudex und vicedominus erscheint, dann sindaco zwischen 1560 und 1562 war, starb zwischen dem 23. August 1562 und dem 13. Februar 1563. Francesco, Vincenzo und Antonio übernahmen allem Anschein nach keine öffentlichen Ämter. Am meisten jedoch war Nicolò, Sohn des Marco (* 28. Februar 1540; † 1587 in Isola), nachdem er verschiedene öffentliche Ämter bekleidet hatte, den Studien zugewandt. Daher setzte ihn Pietro Coppo als Alleinerben seiner Bibliothek ein.